# Orná půda
Orná půda se definuje jako pozemek, na kterém se pravidelně pěstují zemědělské plodiny. V roce 1990 bylo na území České republiky, tehdy ještě součásti České a Slovenské Federativní Republiky, evidováno celkem 30219 030 hektarů orné půdy, o 22 let později se tato rozloha snížila na 2 993 236 hektarů. Pro srovnání lze uvést, že za stejné období se rovněž snížila rozloha sadů, naopak došlo k rozšížení plochy zahrad a trvalých travních porostů.
V České republice k 1. lednu 2012 činila celková výměra zemědělského půdního fondu 4 230 tis. ha. Podíl zemědělské půdy představoval 53,6 % celkové rozlohy půdního fondu ČR., z toho 37 % celkové výměry půdního fondu byla orná půda. Procento zornění se mezi roky 2002 a 2012 snížilo ze 71,9 % v roce 2002 na 70,9 % v roce 2012.Ke konci roku 2020 bylo v ČR evidováno 2 931 912 hektarů orné půdy.